# Grèce aux Jeux olympiques d'hiver de 1976
La Grèce participe aux Jeux olympiques d'hiver de 1976, organisés à Innsbruck en Autriche. Cette nation prend part aux Jeux olympiques d'hiver pour la huitième fois de son histoire. La délégation grecque, formée de 4 hommes, ne remporte pas de médaille.

## Résultats

### Ski alpin
| Athlète          | Épreuve      | Manche 1      | Manche 1 | Manche 2      | Manche 2 | Total         | Total |
| Athlète          | Épreuve      | Temps         | Rang     | Temps         | Rang     | Temps         | Rang  |
| ---------------- | ------------ | ------------- | -------- | ------------- | -------- | ------------- | ----- |
| Spyros Theodorou | Descente     |               |          |               |          | 2 min 17 s 08 | 66    |
| Thomas Karadimas | Descente     |               |          |               |          | 2 min 14 s 69 | 65    |
| Thomas Karadimas | Slalom géant | 2 min 19 s 06 | 80       | 2 min 34 s 57 | 50       | 4 min 53 s 63 | 50    |
| Spyros Theodorou | Slalom géant | 2 min 12 s 79 | 77       | 2 min 16 s 29 | 49       | 4 min 29 s 08 | 49    |
| Thomas Karadimas | Slalom       | DNF           | –        | –             | –        | DNF           | –     |
| Spyros Theodorou | Slalom       | DNF           | –        | –             | –        | DNF           | –     |

### Ski de fond
| Épreuve | Athlète                  | Course             | Course |
| Épreuve | Athlète                  | Temps              | Rang   |
| ------- | ------------------------ | ------------------ | ------ |
| 15 km   | Athanasios Koutsogiannis | 1 h 07 min 49 s 43 | 78     |
| 15 km   | Efstathios Vogdanos      | 1 h 05 min 51 s 28 | 75     |
| 30 km   | Efstathios Vogdanos      | DNF                | –      |
| 30 km   | Athanasios Koutsogiannis | 2 h 21 min 20 s 64 | 67     |